# 尤寧鎮區 (堪薩斯州巴頓縣)
尤寧鎮區（英語：Union Township）為位在美國堪薩斯州巴頓縣的鎮區。2010年美国人口普查中該鎮區人口有101人。
尤寧鎮區於1878年設立。

## 地理
尤寧鎮區涵蓋面積94.06平方（36.32平方英里），境內擁有一座城鎮：Susank。

### 墓園
根據美國地質調查局的資料，此鎮區僅有1座墓園：
- 康科迪亞墓園（Concordia Cemetery）

## 人口統計
根據2010年美國人口普查，尤寧鎮區人口有101人，人口密度為1.08人/平方公里。種族方面，98.02%為白人；0.99%為非裔美洲人；0%為美洲原住民；0%為亞洲人；0%為太平洋島民；0%為其他種族；另外有0.99%為兩個或以上的種族。而西班牙裔美國人或拉丁美洲人佔該鎮區人口的0.99%。

## 外部連結
- US-Counties.com
- City-Data.com （页面存档备份，存于）